# شینگل‌تاون (کالیفرنیا)
شینگل‌تاون (به انگلیسی: Shingletown) یک منطقهٔ مسکونی در ایالات متحده آمریکا است که در شهرستان شاستا، کالیفرنیا واقع شده‌است. شینگل‌تاون ۶۴٫۰۲۱ کیلومتر مربع مساحت و ۲٬۲۸۳ نفر جمعیت دارد و ۱٬۰۶۴ متر بالاتر از سطح دریا واقع شده‌است.